# سلطان الشمري (لاعب كرة قدم مواليد 1991)
سلطان الشمري (مواليد 28 أكتوبر 1991) هو لاعب كرة قدم سعودي يلعب في نادي الترجي.

## مسيرة اللاعب
لعب سابقاً مع نادي الفتح ونادي الطائي ونادي الباطن ونادي الجبلين ونادي عرعر ونادي البكيرية ونادي الزلفي ونادي الترجي.